# 황산덕
황산덕(黃山德, 1917년 6월 18일~1989년 10월 19일)은 대한민국의 형법학자이자 법철학자로, 문교부 장관과 법무부 장관을 지냈다.

## 생애
1917년에 평안남도 양덕군에서 태어나 평양고등보통학교를 마치고 1935년에 경성제국대학 예과에 입학했다. 1941년에 경성제국대학 법문학부 법학과를 졸업하고, 1943년 고등문관시험 행정과와 사법과에 합격하여 경상북도청에 근무하였다. 1960년에 서울대학교에서 ‘최신자연과학의 발달이 법철학에 미치는 영향’으로 대한민국 최초의 법학박사학위를 받았다.
1948년에 고려대학교에서 부교수로 교편을 잡은 뒤, 1952년부터 1966년까지 서울대학교 법대 교수로 재직하면서 형법과 법철학을 강의하였다. 1966년부터 1974년까지 성균관대학교 교수로 있었으며, 1974년에는 성균관대학교 총장에 취임하였다.
이후 법무부 장관과 문교부 장관을 지냈으며, 독실한 불교신자로 법무부 장관 재임 중에 사형 집행 명령서를 결재하지 않은 일이 잘 알려져 있다. 실제로 황산덕 장관이 취임한 1974년 이전에는 연간 20여 명 내외의 사형이 집행되었으나, 퇴임전인 1976년까지는 영부인 육영수를 살해한 문세광 이외에는 사형이 집행되지 않았다.(인민혁명당 사건은 불법적인 집행으로 제외) 황산덕은 후일 문세광 사형 집행에 대해 자신이 제주도로 출장중이었을 때에 차관이 전결하였다고 밝힌 바 있다.
1985년에 대한민국학술원 회원이 되었으며, 1980년부터 1989년까지 단국대학교 대학원의 교수로 있었다. 국민훈장 동백장과 청조근정훈장 등을 받았다.
형법학자였으나 법철학에 조예가 깊어 박사학위 논문도 법철학을 다룬 내용이었으며, 저서로 《법철학》이 유명하다.

## 주요 저서
- 《국제사법》, 1949년.
- 《법철학》, 1950년.
- 《법학 입문》, 1952년.
- 《법철학 서설》, 1955년.
- 《법학개론》, 1956년.
- 《법학통론》, 1959년.
- 《형법 총론》, 1961년.
- 《현대법철학 입문》, 1961년.
- 《법철학 입문》, 1964년.
- 《법철학 강의》, 1970년.
- 《형법 각론》, 1970년.
- 《무엇이 돌아오나 : 나의 인생관》, 1971년.
- 《복귀》, 1975년.
- 《막스 베버》, 1976년.
- 《삼현학(三玄學)》, 1978년.
- 《창조주의 복귀》, 1984년.